# Hayes Theater
Le Hayes Theater, nommé par le passé Little Theatre, New York Times Hall, Winthrop Ames Theatre et Helen Hayes Theatre, est un théâtre de Broadway situé au 240 Ouest 44e Rue dans le Theater District de Midtown Manhattan à New York, aux États-Unis. Nommé en l'honneur de l'actrice Helen Hayes, il est exploité par la société Second Stage Theater (en). Il s'agit du plus petit théâtre de Broadway, avec 597 sièges répartis sur deux niveaux. Le théâtre a été édifié en 1912 pour l'impresario Winthrop Ames et conçu par Ingalls & Hoffman dans un style néogéorgien. La configuration originale de 299 places sur un seul niveau a été modifiée en 1920, lorsque l'architecte Herbert J. Krapp a ajouté un balcon pour agrandir le Little Theatre. Tout au long de son histoire, le bâtiment fut salle de théâtre, salle de conférence et studio de radiodiffusion.
La façade et une partie de l'intérieur sont des monuments de la ville de New York (New York City Landmarks (en)). La façade est constituée de briques rouges ; l'entrée  se fait par une arche dans la partie est du rez-de-chaussée ; le reste du rez-de-chaussée comporte les sorties de secours, protégées par une marquise. L'entrée principale communique avec la billetterie et un foyer au plafond voûté et des escaliers. L'auditorium présente des plâtres ornementaux, avec des éléments de style Adam ; on trouve un plateau d'orchestre incliné, un niveau de balcon et un plafond plat. Le théâtre comprend aussi des salons.
Winthrops Ames a agrandi le théâtre dans les dix ans qui ont suivi son ouverture. Il le loua à Oliver Morosco (en) en 1919 et à John Golden (en) en 1922. Le New York Times le rachète en 1931 avec l'intention de le raser, mais le Little continue d'accueillir des pièces jusqu'en 1941, date à laquelle il est converti en salle de conférence. En 1951, il devient un studio de diffusion de la chaîne ABC. Le Little accueille à nouveau des productions de Broadway de 1963 à 1965, date à laquelle il devient un studio de Westinghouse Broadcasting (en), où sont enregistrées des émissions telles que The Merv Griffin Show (en). Le Little accueille à nouveau des productions de Broadway à partir de 1977, puis il est cédé à Martin Markinson et Donald Tick qui rebaptisent le théâtre en l'honneur d'Helen Hayes en 1983. Second Stage fait l'acquisition du théâtre en 2015 et le réouvre en 2018, abrégeant le nom en « Hayes Theater ».
Avec 597 places assises, il s'agit du plus petit des théâtres de Broadway.

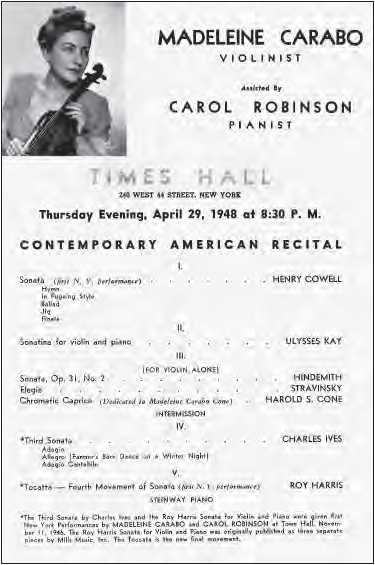
Programme d'avril 1948, récital de Madeleine Carabo et Carol Robinson.
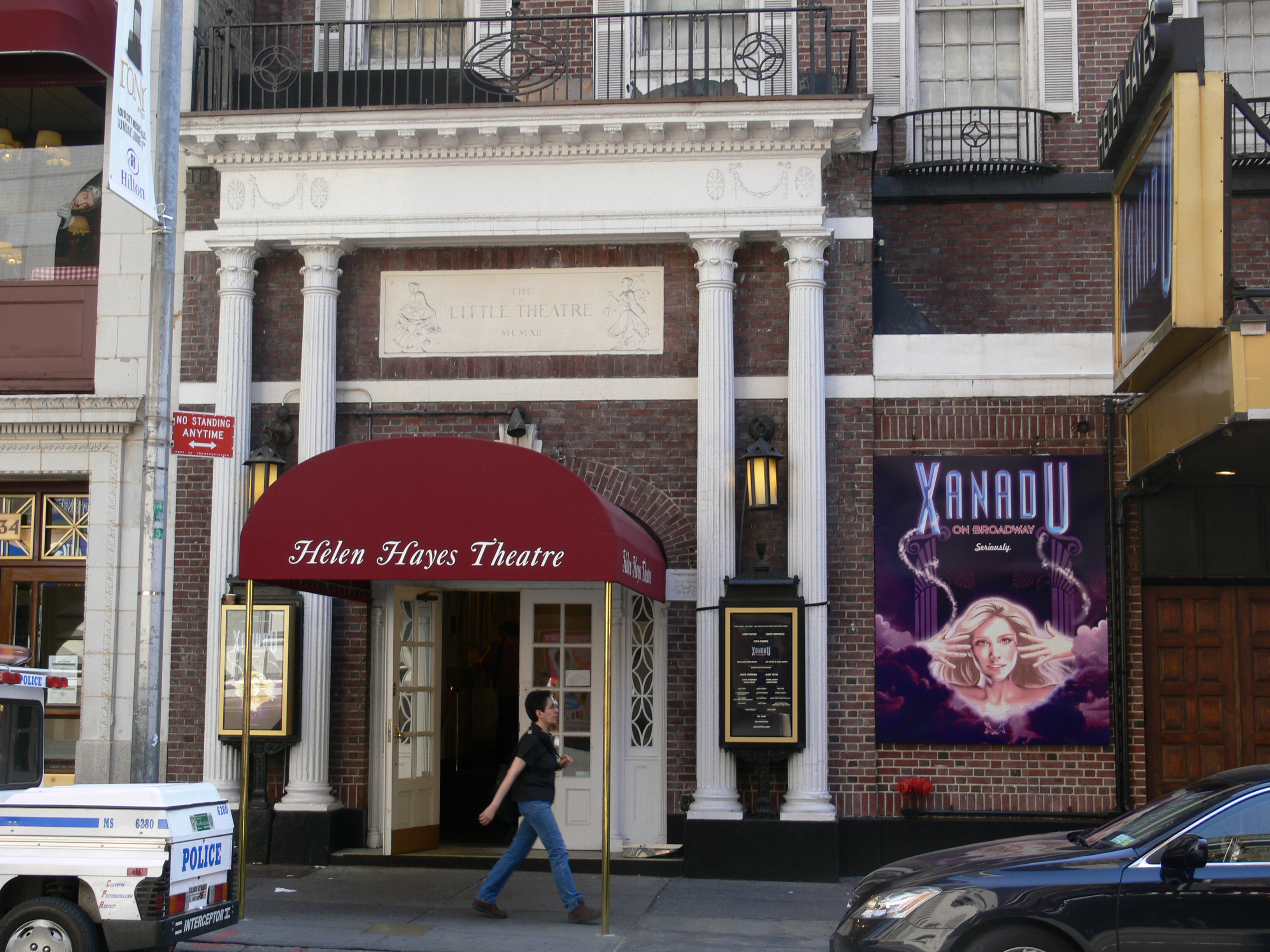
L'entrée, en 2007.
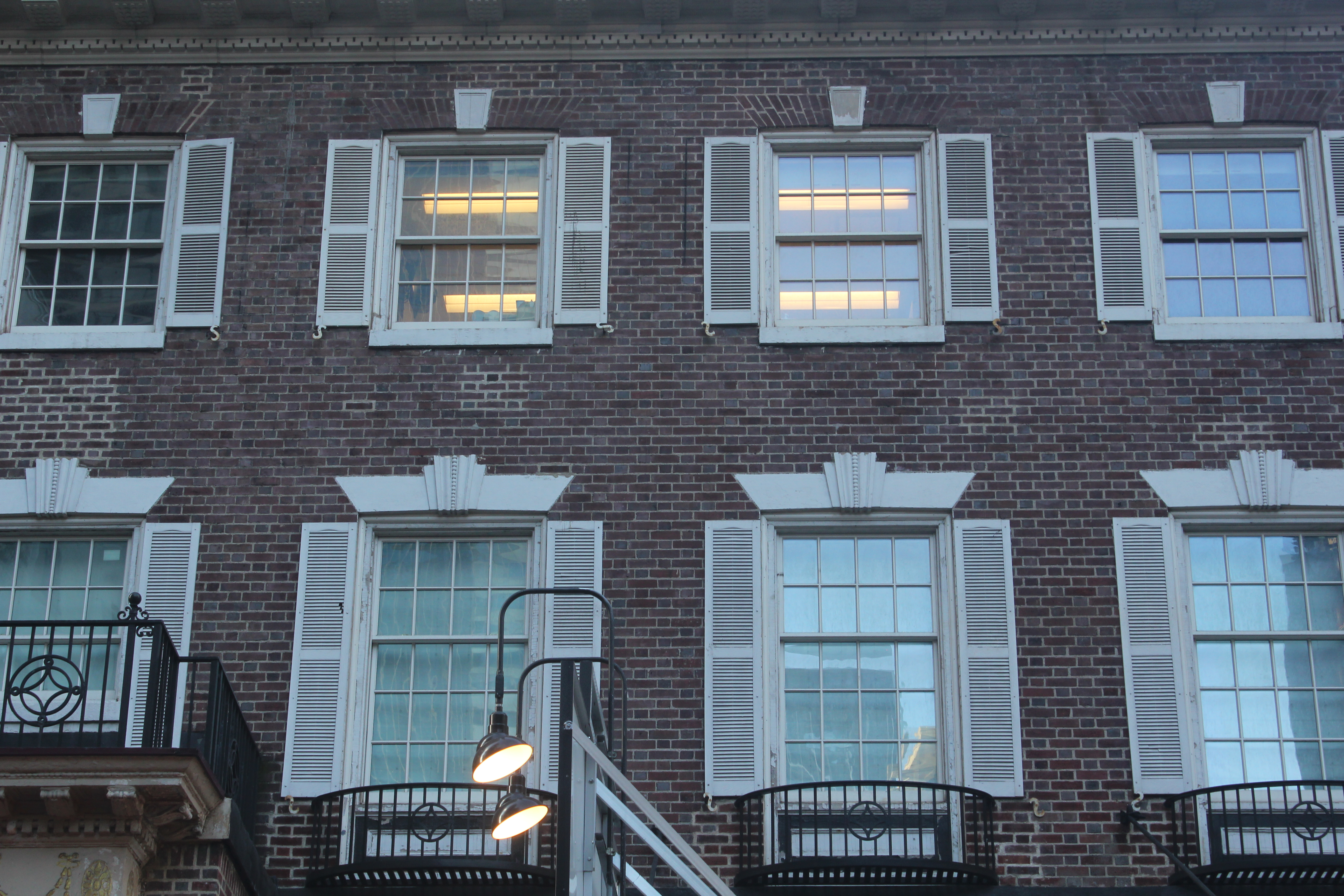
Façade.

## Productions notables
Les productions sont classées par année de leur première représentation.

### Little Theatre
- 1912 : The Affairs of Anatol[4]
- 1912 : Snow White and the Seven Dwarfs[5],[6]
- 1912 : Rutherford and Son[7],[6]
- 1913 : The Philanderer[8],[6]
- 1914 : The Truth[9],[6]
- 1918 : A Little Journey[10],[11]
- 1919 : Please Get Married[12],[11]
- 1920 : Mama's Affair[13]
- 1920 : Beyond the Horizon
- 1920 : He and She[14],[11]
- 1920 : A Midsummer Night's Dream[15]
- 1920 : The First Year[16],[11]
- 1924 : Little Jessie James[17]
- 1925 : The School For Scandal[18],[19]
- 1926 : Two Girls Wanted[20],[19]
- 1928 : Gods of the Lightning[21],[22]
- 1929 : Let Us Be Gay[23],[22]
- 1930 : London Calling[24],[25]
- 1931 : Mrs Moonlight[26],[25]
- 1933 : One Sunday Afternoon[27],[25]
- 1934 : The Lady from the Sea[28],[29]
- 1937 : Abie's Irish Rose[30],[29]
- 1941 : Twelfth Night[31],[32]
- 1964 : The Dybbuk[33],[32]
- 1964 : The Subject Was Roses[34],[32]
- 1975 : Man On The Moon[35],[36]
- 1976 : The Runner Stumbles[37],[36]
- 1977 : A Party with Betty Comden & Adolph Green[38],[36]
- 1977 : Gemini[39],[36]
- 1982 : Torch Song Trilogy[40],[41]

### Helen Hayes Theatre (1983–2017)
- 1985 : The News[42],[43]
- 1986 : Mummenschanz: "The New Show"[44],[45]
- 1986 : Oh, Coward![46],[45]
- 1987 : The Nerd[47],[45]
- 1988 : Romance/Romance[48],[45]
- 1989 : Mandy Patinkin in Concert: "Dress Casual"[49],[45]
- 1989 : Artist Descending a Staircase[50],[45]
- 1990 : Miss Margarida's Way[51],[45]
- 1990 : Prelude to a Kiss[52],[45]
- 1993 : Shakespeare For My Father[53],[45]
- 1994 : The Flying Karamazov Brothers "Do The Impossible"[54],[45]
- 1995 : Defending the Caveman[55],[45]
- 1997 : The Last Night of Ballyhoo[56],[45]
- 1999 : Night Must Fall[57],[58]
- 1999 : Epic Proportions[59],[58]
- 2000 : Dirty Blonde[60],[58]
- 2001 : George Gershwin Alone[61]
- 2001 : By Jeeves[62]
- 2002 : The Smell of the Kill[63]
- 2002 : Say Goodnight, Gracie[64]
- 2003 : Golda's Balcony[65]
- 2005 : Jackie Mason: Freshly Squeezed[66]
- 2005 : Latinologues[67]
- 2006 : Bridge and Tunnel[68]
- 2006 : Kiki & Herb: Alive on Broadway[69]
- 2006 : Jay Johnson: The Two and Only[70]
- 2007 : Xanadu[71]
- 2008 : Slava's Snowshow[72]
- 2009: The 39 Steps[73]
- 2010 : Next Fall[74]
- 2010 : Long Story Short[75]
- 2011 : Rock of Ages[76]
- 2015 : Dames at Sea[77]
- 2016 : The Humans[78]

### Hayes Theater (Second Stage)
- 2018 : Lobby Hero[79]
- 2018 : Straight White Men[80]
- 2018 : Torch Song[81]
- 2019 : What the Constitution Means to Me[82]
- 2019 : Linda Vista[83]
- 2020 : Grand Horizons[84],[85]
- 2021 : Clyde's[86],[87]
- 2022 : Take Me Out[88],[89]
- 2022 : Kite Runner[90],[91]
- 2022 : Between Riverside and Crazy[92],[93]
- 2023 : The Thanksgiving Play[94],[95]
- 2023 : The Cottage[96],[97]
- 2023 : Appropriate[98],[99]